# 黄亚光
黄亚光（1901年—1993年4月15日），男，福建长汀人，中华人民共和国政治人物，曾任中国人民银行副行长，福建省政协副主席，第四届全国人大代表。